# 클린트 이스트우드
클린턴 "클린트" 이스트우드 주니어(영어: Clinton "Clint" Eastwood, Jr., 1930년 5월 31일 ~ )는 미국의 배우, 영화 감독, 영화 프로듀서, 작곡가, 정치인이다.

## 배우 활동

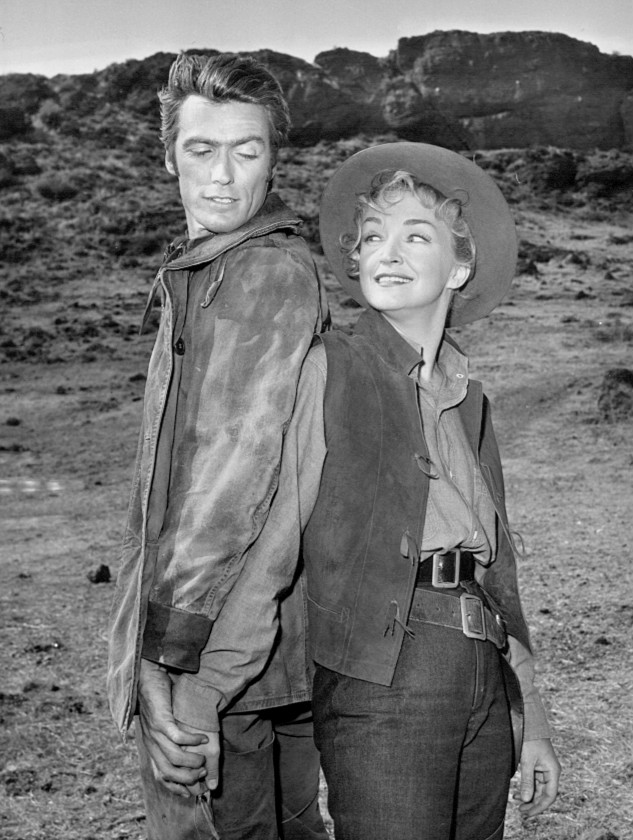
1959년 《로우하이드》 촬영 당시, 클린트 이스트우드와 니나 포크

웨스턴 TV 시리즈 《로우하이드》(Rawhide)와 이탈리아의 영화 감독 세르조 레오네의 스파게티 웨스턴 무법자 3부작으로 1960년대에 성공을 거둔 이스트우드는 1970년대와 1980년대에 걸쳐 반영웅 형사 역할을 연기한 5편의 《더티 해리》로 국제적인 명성을 얻었다. 1970년대와 1980년대 이 역할은 특히 많은 사람들에게 이스트우드를 남성성에 대한 지속적인 문화 아이콘으로 만들었다.

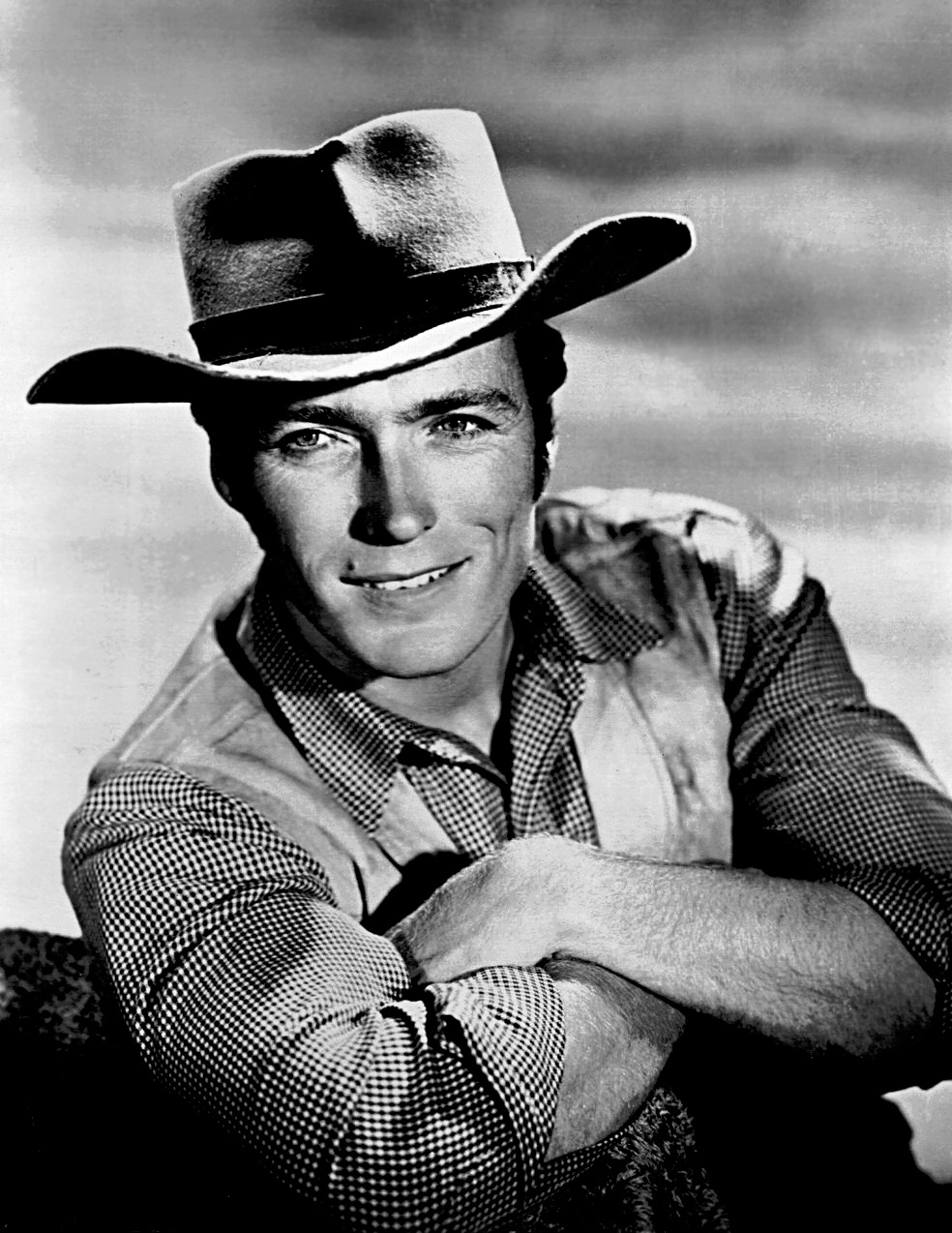
1961년, 클린트 이스트우드

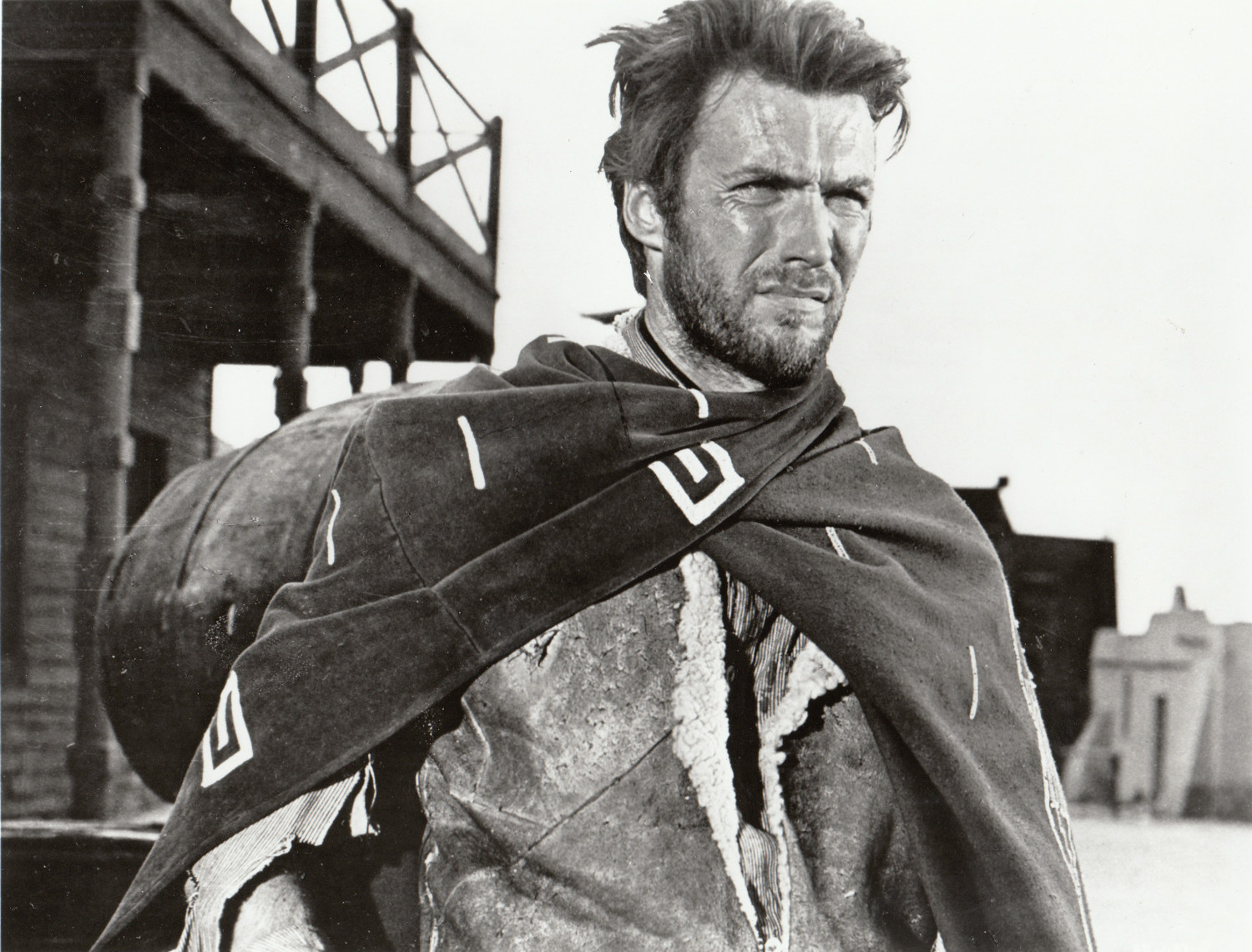
1960년대, 《황야의 무법자》 속 클린트 이스트우드

웨스턴 영화 《용서받지 못한 자》(1992)과 스포츠 드라마 영화 《밀리언 달러 베이비》(2004)의 작업으로 웨스트우드는 미국 아카데미상에서 최우수 감독상과 최우수 작품상을 수상한 바 있으며, 최우수 남우주연상 후보에 지명되었다. 이스트우드의 가장 큰 상업적 성공은 어드벤처 코미디 영화 《더티 파이터》(1978)와 그 속편, 액션 코미디 영화 《더티 파이터 2》(1980)로, 인플레이션 조정 후였다.
다른 인기 영화로는 서부극 영화 《집행자》(1968), 심리 스릴러 영화 《어둠 속에 벨이 울릴 때》(1971), 범죄 영화 《대도적》(1974), 서부극 영화 《무법자 조시 웰즈》(1976), 감옥 영화 《알카트라스 탈출》(1979), 액션 영화 《파이어폭스》(1982), 서스펜스 스릴러 영화 《연쇄 살인》(1984), 웨일즈 영화 《페일 라이더》(1985), 전쟁 영화 《독수리 요새》(1968), 《켈리의 영웅들》(1970)과 《승리의 전쟁》(1986), 액션 스릴러 영화 《사선에서》(1993), 로맨틱 드라마 영화 《매디슨 카운티의 다리》(1995), 드라마 영화 《그랜 토리노》(2008)가 있다.
또한 자신의 스타비히클 중 많은 부분을 감독할 뿐만 아니라 미국 아카데미상에 후보 지명 된 미스터리 드라마 영화 《미스틱 리버》(2003)와 전쟁 영화 《이오지마에서 온 편지》(2006)를 비롯하여 드라마 영화 《체인질링》(2008), 남아프리카 공화국의 전기 정치 스포츠 드라마 영화 《우리가 꿈꾸는 기적: 인빅터스》(2009)와 같이 자신이 출연하지 않은 영화를 연출했다. 전쟁 드라마 전기 영화 《아메리칸 스나이퍼》(2014)는 1월에 개봉한 최고 박스 오피스 기록을 세웠으며, 이것은 이스트우드 영화의 최대 오프닝이기도 하다.
프랑스에서 여러 영화에 대한 상당한 찬사를 받았으며 그 중 일부는 미국에서 인정 받지 못했다. 그는 프랑스 정부로부터 프랑스 최고 명예 훈장을 받았는데, 1994년 프랑스문학예술기사(Chevalier de l'Ordre des Arts et des Lettres de France)로 임명됐고 2007년에는 레지옹 도뇌르 훈장(Legion of Honor) 메달을 수여 받았다. 2000년 이탈리아 베네치아 국제 영화제에서 황금사자상을 수상했다. 1967년 이스트우드의 말파소 프로덕션은 미국 영화 4편을 제외한 나머지 작품을 제작했다. 1986년 선출된 이스트우드는 캘리포니아주 카르멜 바이 더 씨 시장으로 2년 동안 복무했다.

## 생애

### 성장 과정

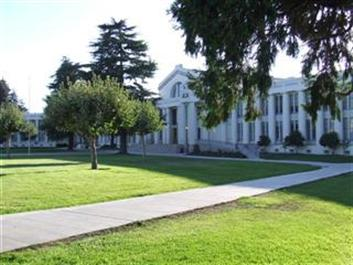
이스트우드가 졸업한 오클랜드 테크니컬 고등학교

이스트우드는 1930년 5월 31일, 미국 캘리포니아주 샌프란시스코에서 클린턴 이스트우드 시니어(1906-1970년 사망)와 루스 (러너) 우드(1909-2006년 사망)의 아들로 태어났다. 어머니 루스는 이후에 클린턴 이스트우드 시니어가 사망한 후 재혼한 두 번째 남편 존 벨덴 우드(1913-2004년 사망)의 성씨를 썼다. 이스트우드는 출생시 5.2kg의 무게로 병원 간호사가 "샘슨"이란 별명을 붙였다. 그는 형제로는 여동생인 잔느 베른하르트 (1934년 출생)가 있다. 이스트우드의 조상은 잉글랜드인, 아일랜드인, 스코틀랜드인, 네덜란드인의 혈통을 두었다. 그는 메이플라워 승객인 윌리엄 브래드포드의 후손이며, 이 직계를 통해 북아메리카에서 태어난 그의 12세대 후손이다.
1930년대에는 그의 아버지가 서부 해안의 직장에서 일하면서 가족이 주거지를 자주 이동하였다. 이스트우드가 언론 인터뷰에서 언급한 것과는 달리, 그들은 1940년과 1949년 사이에 이동하지 않았다. 캘리포니아주의 피드몬트에 정착 한 이스트우드는 매우 부유한 지역에 살았으며 수영장을 가지고 컨트리 클럽에 속해 있었으며, 각 부모는 자신의 차를 운전했다. 이스트우드는 피드몬트 중학교에 다녔으며, 그는 학업 성적이 좋지 않아 유급하였다. 기록에 따르면 그는 여름 학교에도 출석해야만 했다. 1945년 1월부터 1946년 1월까지 그는 피드몬트 고등학교에 다녔고, 이후 그는 오클랜드 테크니컬 고등학교로 전학했으며, 1949년 1월 중반에 졸업할 예정이었으나, 확실하지는 않다.
이스트우드는 구조원, 페이퍼 캐리어, 식료품 점원, 산림 소방관, 골프 캐디 등 다양한 직업을 가지고 있었다. 이스트우드는 1951년 시애틀 대학교에 입학하려 했지만 대신에 한국 전쟁 당시 미국 육군에 징집되었다.

## 정치 활동

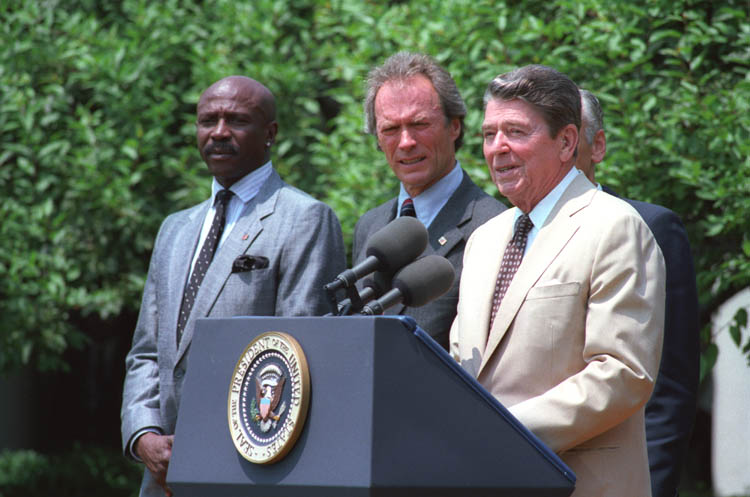
1987년 7월, 루이스 고셋 주니어와 로널드 레이건 미국 대통령과 함께

이스트우드는 오랫동안 정치에 관심을 보였고, 공인 된 자유의지론자이다. 그는 1986년 4월, 캘리포니아주 카멀바이더시(Carmel-by-the-Sea)의 초당파 시장으로 선거에서 승리했다. 2001년 그레이 데이비스 지사는 그를 캘리포니아 주립 공원 및 레크리에이션위원회에 임명하여 San Onofre State Beach를 경유하여 California State Route 241의 6 차선 16마일 (26km) 고속도로 연장 연장에 반대했다.
성적 소수자와 사회적 약자들의 인권을 존중하고 생태 운동에 열심히 참여함으로써 미국 민주당 당원이거나 진보주의를 따르는 영화인들로부터 존경 받고 있으며, 보수주의의 모범으로 불리기도 한다. 실례로 클린트 이스트우드는 자신이 감독과 연기를 한 영화 《그랜 토리노》에서 평화주의(1952년 한국전쟁에 참전한 월트가 타오에게 17세 소년병을 학살한 죄를 고백하면서 전쟁은 끔찍한 것이라고 말하는 장면), 사회적 소수자들에 대한 관심과 배려 등이 담겨 있다.
이스트우드는 2012년 대통령 선거에서 미트 롬니를 지지했다. 그는 2012년 미국 공화당 전당 대회에서 황금 시간대를 전달하여 버락 오바마를 대표하는 빈 의자에 전달한 연설을 주목했다. 2016년에는 도널드 트럼프를 변호하며 정치적 올바름이 나쁜 영향을 끼치고 있다며 비판하기도 했다.

## 필모그래피

### 영화
| 연도 | 제목                                                 | 참여      | 참여     | 참여   | 참여                                | 참고                        |
| 연도 | 제목                                                 | 영화 감독 | 프로듀서 | 배우   | 역할                                | 참고                        |
| ---- | ---------------------------------------------------- | --------- | -------- | ------ | ----------------------------------- | --------------------------- |
| 1955 | Revenge of the Creature                              | 아니요    | 아니요   | 예     | Lab Technician Jennings             | 크레딧에 오르지 않음        |
| 1955 | 프란시스 인 더 네이비 Francis in the Navy            | 아니요    | 아니요   | 예     | 존시                                |                             |
| 1955 | Lady Godiva of Coventry                              | 아니요    | 아니요   | 예     | First Saxon                         | 크레딧에 오르지 않음        |
| 1955 | 타란툴라 Tarantula                                   | 아니요    | 아니요   | 예     | 제트 소함대 리더                    | 크레딧에 오르지 않음        |
| 1956 | 네버 세이 굿바이 Never Say Goodbye                   | 아니요    | 아니요   | 예     | 윌                                  | 크레딧에 오르지 않음        |
| 1956 | 먼지 속의 별 Star in the Dust                        | 아니요    | 아니요   | 예     | 톰                                  | 크레딧에 오르지 않음        |
| 1956 | 전함 발진하라 Away All Boats                         | 아니요    | 아니요   | 예     | 마린 메딕                           | 크레딧에 오르지 않음        |
| 1956 | The First Traveling Saleslady                        | 아니요    | 아니요   | 예     | Lt. 잭 라이스                       |                             |
| 1957 | 일본 탈출 Escapade in Japan                          | 아니요    | 아니요   | 예     | Dumbo Pilot                         | 크레딧에 오르지 않음        |
| 1958 | 라파예트 비행중대 Lafayette Escadrille               | 아니요    | 아니요   | 예     | 조지 모즐리                         |                             |
| 1958 | 시마론 상공의 습격 Ambush at Cimarron Pass           | 아니요    | 아니요   | 예     | 키이스 윌리엄스                     |                             |
| 1964 | 황야의 무법자 A Fistful of Dollars                   | 아니요    | 아니요   | 예     | 조                                  |                             |
| 1965 | 석양의 무법자 For a Few Dollars More                 | 아니요    | 아니요   | 예     | 몬코                                |                             |
| 1966 | 석양에 돌아오다 The Good, the Bad and the Ugly       | 아니요    | 아니요   | 예     | 블론디                              |                             |
| 1967 | The Witches                                          | 아니요    | 아니요   | 예     | 칼론/찰리                           |                             |
| 1968 | 집행자 Hang 'Em High                                 | 아니요    | 아니요   | 예     | 제드 쿠퍼                           |                             |
| 1968 | 일망타진 Coogan's Bluff                              | 아니요    | 아니요   | 예     | 월트 쿠건                           |                             |
| 1968 | 독수리 요새 Where Eagles Dare                        | 아니요    | 아니요   | 예     | Lt. Schaffer                        |                             |
| 1969 | 페인트 유어 웨건 Paint Your Wagon                    | 아니요    | 아니요   | 예     | 파드너                              |                             |
| 1970 | 호건과 사라 Two Mules for Sister Sara                | 아니요    | 아니요   | 예     | 호건                                |                             |
| 1970 | 켈리의 영웅들 Kelly's Heroes                         | 아니요    | 아니요   | 예     | Pvt. 켈리                           |                             |
| 1971 | 매혹당한 사람들 The Beguiled                         | 아니요    | 아니요   | 예     | 존 맥버니                           |                             |
| 1971 | 더티 해리 Dirty Harry                                | 아니요    | 아니요   | 예     | 해리 캘러핸                         |                             |
| 1971 | 어둠 속에 벨이 울릴 때 Play Misty for Me             | 예        | 아니요   | 예     | 데이비드 가버                       |                             |
| 1972 | 조 키드 Joe Kidd                                     | 아니요    | 아니요   | 예     | 조 키드                             |                             |
| 1973 | 평원의 무법자 High Plains Drifter                    | 예        | 아니요   | 예     | The Stranger                        |                             |
| 1973 | 브리지 Breezy                                        | 아니요    | 아니요   | 예     | Man in Crowd on Pier                | 크레딧에 오르지 않은 카메오 |
| 1973 | 더티 해리 2 - 이것이 법이다 Magnum Force             | 아니요    | 아니요   | 예     | 해리 캘러핸                         |                             |
| 1974 | 대도적 Thunderbolt and Lightfoot                     | 아니요    | 아니요   | 예     | 존 "썬더볼트" 도허티                |                             |
| 1975 | 아이거 빙벽 The Eiger Sanction                       | 예        | 아니요   | 예     | 조나단 햄록                         |                             |
| 1976 | 무법자 조시 웰즈 The Outlaw Josey Wales              | 예        | 아니요   | 예     | 조시 웰즈                           |                             |
| 1976 | 더티 해리 3 - 집행자 The Enforcer                    | 아니요    | 아니요   | 예     | 해리 캘러핸                         |                             |
| 1977 | 건틀릿 The Gauntlet                                  | 예        | 아니요   | 예     | 벤 쇼클리                           |                             |
| 1978 | 더티 파이터 Every Which Way but Loose                | 아니요    | 예       | 예     | 파일로 베도                         |                             |
| 1979 | 알카트라스 탈출 Escape from Alcatraz                 | 아니요    | 아니요   | 예     | 프랭크 모리스                       |                             |
| 1980 | 브론코 빌리 Bronco Billy                             | 예        | 아니요   | 예     | 브론코 빌리 맥코이                  |                             |
| 1980 | 더티 파이터 2 Any Which Way You Can                  | 아니요    | 아니요   | 예     | 파일로 베도                         |                             |
| 1982 | 파이어폭스 Firefox                                   | 예        | 예       | 예     | Mitchell Gant                       |                             |
| 1982 | 고독한 방랑자 Honkytonk Man                          | 예        | 예       | 예     | 레드 스토밸                         |                             |
| 1983 | 더티 해리 4 - 써든 임팩트 Sudden Impact              | 예        | 예       | 예     | 해리 캘러핸                         |                             |
| 1984 | 연쇄 살인 Tightrope                                  | 아니요    | 예       | 예     | 웨스 블록                           |                             |
| 1984 | 시티 히트 City Heat                                  | 아니요    | 아니요   | 예     | Lt. 스피어                          |                             |
| 1985 | 페일 라이더 Pale Rider                               | 예        | 예       | 예     | 전도사                              |                             |
| 1986 | 승리의 전쟁 Heartbreak Ridge                         | 예        | 예       | 예     | Gunnery Sgt. Thomas 'Gunny' Highway |                             |
| 1988 | 더티 해리 5 - 추적자 The Dead Pool                   | 아니요    | 아니요   | 예     | 해리 캘러핸                         |                             |
| 1988 | 버드 Bird                                            | 예        | 예       | 아니요 | 빈칸                                |                             |
| 1988 | 델로니어스 몽크 Thelonious Monk: Straight, No Chaser | 아니요    | 예       | 아니요 | 빈칸                                |                             |
| 1989 | 핑크 캐딜락 Pink Cadillac                            | 아니요    | 아니요   | 예     | 토미 노박                           |                             |
| 1990 | 추악한 사냥꾼 White Hunter Black Heart               | 예        | 예       | 예     | 존 윌슨                             |                             |
| 1990 | 후계자 The Rookie                                    | 예        | 아니요   | 예     | 닉 폴로브스키                       |                             |
| 1992 | 용서받지 못한 자 Unforgiven                          | 예        | 예       | 예     | 윌리엄 윌' 무니                     |                             |
| 1993 | 사선에서 In the Line of Fire                         | 아니요    | 아니요   | 예     | 비밀 요원 프랭크 호리건             |                             |
| 1993 | 퍼펙트 월드 A Perfect World                          | 예        | 아니요   | 예     | 텍사스 기마 경관 레드 가닛          |                             |
| 1995 | 메디슨 카운티의 다리 The Bridges of Madison County   | 예        | 예       | 예     | 로버트 킨케이드                     |                             |
| 1995 | The Stars Fell on Henrietta                          | 아니요    | 예       | 아니요 | 빈칸                                |                             |
| 1995 | 캐스퍼 Casper                                        | 아니요    | 아니요   | 예     | 자신                                | 크레딧에 오르지 않은 카메오 |
| 1997 | 앱솔루트 파워 Absolute Power                         | 예        | 예       | 예     | 루터 휘트니                         |                             |
| 1997 | Midnight in the Garden of Good and Evil              | 예        | 예       | 아니요 | 빈칸                                |                             |
| 1999 | 트루 크라임 True Crime                               | 예        | 예       | 예     | 스티브 에버렛                       |                             |
| 2000 | 스페이스 카우보이 Space Cowboys                      | 예        | 예       | 예     | 프랭크 코르빈                       |                             |
| 2002 | 블러드 워크 Blood Work                               | 예        | 예       | 예     | 테리 맥켈럽                         |                             |
| 2003 | 미스틱 리버 Mystic River                             | 예        | 예       | 아니요 | 빈칸                                |                             |
| 2004 | 밀리언 달러 베이비 Million Dollar Baby               | 예        | 예       | 예     | 프랭키 던                           |                             |
| 2006 | 아버지의 깃발 Flags of Our Fathers                   | 예        | 예       | 아니요 | 빈칸                                |                             |
| 2006 | 이오지마에서 온 편지 Letters from Iwo Jima           | 예        | 예       | 아니요 | 빈칸                                |                             |
| 2008 | 체인질링 Changeling                                  | 예        | 예       | 아니요 | 빈칸                                |                             |
| 2008 | 그랜 토리노 Gran Torino                              | 예        | 예       | 예     | 월트 코왈스키                       |                             |
| 2009 | 우리가 꿈꾸는 기적: 인빅터스 Invictus                | 예        | 예       | 아니요 | 빈칸                                |                             |
| 2010 | 히어애프터 Hereafter                                 | 예        | 예       | 아니요 | 빈칸                                |                             |
| 2011 | Kurosawa's Way                                       | 아니요    | 아니요   | 예     | 자신                                |                             |
| 2011 | 제이. 에드가 J. Edgar                                | 예        | 예       | 아니요 | 빈칸                                |                             |
| 2012 | 내 인생의 마지막 변화구 Trouble with the Curve       | 아니요    | 예       | 예     | 거스 로벨                           |                             |
| 2014 | 저지 보이즈 Jersey Boys                              | 예        | 예       | 아니요 | 빈칸                                |                             |
| 2014 | 아메리칸 스나이퍼 American Sniper                    | 예        | 예       | 예     | 교회에 다니는 노인                  | 크레딧에 오르지 않은 카메오 |
| 2016 | 설리: 허드슨강의 기적 Sully                          | 예        | 예       | 아니요 | 빈칸                                |                             |
| 2017 | 인디언 호스 Indian Horse                             | 아니요    | 예       | 아니요 | 빈칸                                |                             |
| 2018 | 15시 17분 파리행 열차 The 15:17 to Paris             | 예        | 예       | 아니요 | 빈칸                                |                             |
| 2018 | 라스트 미션 The Mule                                 | 예        | 예       | 예     | 얼 스톤                             |                             |
| 2019 | 리차드 쥬얼 Richard Jewell                           | 예        | 예       | 아니요 |                                     |                             |
| 2021 | 크라이 마초 Cry Macho                                | 예        | 예       | 예     |                                     |                             |
| 2021 | 엔니오: 더 마에스트로 The Glance of Music            | 아니요    | 아니요   | 예     | 본인                                | 다큐멘터리                  |
| 2024 | 배심원 #2 Juror #2                                   | 예        | 예       | 아니요 |                                     |                             |

### 곡 참여
| 연도 | 제목                          | 참여   | 참여   | 참여   | 참여 |
| 연도 | 제목                          | 연주   | 작곡   | 작사   |      |
| ---- | ----------------------------- | ------ | ------ | ------ | ---- |
| 1969 | Paint Your Wagon              | 예     | 아니요 | 아니요 |      |
| 1980 | Bronco Billy                  | 예     | 아니요 | 아니요 |      |
| 1980 | Any Which Way You Can         | 예     | 아니요 | 아니요 |      |
| 1982 | Honkytonk Man                 | 예     | 아니요 | 아니요 |      |
| 1984 | City Heat                     | 예     | 아니요 | 아니요 |      |
| 1986 | Heartbreak Ridge              | 아니요 | 아니요 | 예     |      |
| 1993 | A Perfect World               | 아니요 | 예     | 아니요 |      |
| 1995 | The Bridges of Madison County | 아니요 | 예     | 아니요 |      |
| 1997 | Absolute Power                | 아니요 | 예     | 아니요 |      |
| 1999 | True Crime                    | 아니요 | 아니요 | 예     |      |
| 2006 | Flags of Our Fathers          | 아니요 | 아니요 | 예     |      |
| 2007 | Grace Is Gone                 | 아니요 | 아니요 | 예     |      |
| 2008 | Gran Torino                   | 아니요 | 아니요 | 예     |      |

### 음악 감독 참여
- Mystic River (2003)
- Million Dollar Baby (2004)
- Flags of Our Fathers (2006)
- Grace Is Gone (2007)
- Changeling (2008)
- Hereafter (2010)
- J. Edgar (2011)

### 텔레비전
| 연도      | 제목                             | 참여   | 참여   | 참여          | 참고                                       |
| 연도      | 제목                             | 연출   | 배우   | 역할          | 참고                                       |
| --------- | -------------------------------- | ------ | ------ | ------------- | ------------------------------------------ |
| 1955      | Allen in Movieland               | 아니요 | 예     | 오들리        | TV 영화                                    |
| 1955      | Highway Patrol                   | 아니요 | 예     | 조 킬리       | 에피소드: "Motorcycle A"                   |
| 1956      | Death Valley Days                | 아니요 | 예     | 존 루카스     | 6 에피소드                                 |
| 1957      | The West Point Story             | 아니요 | 예     | 빈칸          | 에피소드: "White Fury"                     |
| 1958      | Navy Log                         | 아니요 | 예     | 번스          | 에피소드: "The Lonely Watch"               |
| 1959      | 매버릭 Maverick                  | 아니요 | 예     | 레드 하디건   | 에피소드: "Duel at Sundown"                |
| 1959–1965 | 로우하이드 Rawhide               | 아니요 | 예     | 로우디 예이츠 | 217 에피소드                               |
| 1962      | Mister Ed                        | 아니요 | 예     | 자신          | 에피소드: "Clint Eastwood Meets Mister Ed" |
| 1985      | Amazing Stories                  | 예     | 아니요 | 빈칸          | 에피소드: "Vanessa in the Garden"          |
| 2003      | The Blues                        | 예     | 아니요 | 빈칸          | 에피소드: "Piano Blues"                    |
| 2009      | Johnny Mercer: The Dream's On Me | 아니요 | 예     | 자신          | 또한 총괄 프로듀서                         |